# Свети Симеон Стълпник (Мородвис)
„Свети Симеон Стълпник“ (на македонска литературна норма: „Свети Симеон Столпник“) е православна църква край кочанското село Мородвис, Северна Македония.

## Местоположение
Църквата е разположена южно от селото, в склоновете на Плачковица, в центъра на античния и средновековен епископски град Морозвизд.

## История
В края на 60-те години на XX век местното население разкопава античната и средновековна църква в Морозвизд и върху основите на средния кораб е издигнат нов храм, в който е включена частично запазената апсида на древната църква. Осветена е в 1968 година от митрополит Наум Злетовско-Струмишки. В 2002 година църквата повторно е обновена. Иконите и стенописите са изработени од Валентин Гюрович и Ангел от Кочани.